# Athol Meech
Athol Charles Meech (28. marts 1907 – 2. august 1981) var en canadisk roer som deltog i de olympiske lege 1928 i Amsterdam.
Meech vandt en bronzemedalje i roning under Sommer-OL 1928 i Amsterdam. Han var med på den canadiske båd som kom på en tredjeplads i otter med styrmand efter USA og Storbritannien.
De andre på den canadiske otter var Frank Fiddes, John Hand, Frederick Hedges, Jack Murdoch, Herbert Richardson, Edgar Norris, William Ross og John Donnelly.